# Invention & Alchemy
Invention & Alchemy é um álbum da harpista estadunidense Deborah Henson-Conant.
Ele foi lançado em 2006, em CD e DVD, sob o selo Golden Cage Music.

## O Álbum
Todas as músicas deste álbum foram orquestradas pela Deborah, e a performance ao vivo foi interpretada pela Deborah em conjunto à The Grand Rapids Symphony Orchestra, que teve a condução do maestro e violoncelista David Lockington.
Em 2007, o álbum foi indicado ao Grammy Awards (categoria: "Best Classical Crossover Album")

### Faixas
01. Baroque Flamenco - 5:45

02. Blues Story	- 3:29

03. Way You Are Blues - 5:40
	
04. Man In The Moon - 2:36
	
05. The Nightingale - 5:19
	
06. Salinger & Burns - 1:14
	
07. Catcher In The Rye - 7:30
	
08. Stress Analysis - 3:58

09. Danger Zone - 5:03

10. Kitchen Waltz - 0:28

11. Merceditas - 6:14

12. 1001 Stories - 3:29

13. 996 - 11:14
	
14. A Birthday Moment - 1:01

15. Congratulations (You Made It This Far) - 7:36

16. Thanks Giving - 0:19

17. The Garbageman - 5:45

### Prêmios e Indicações
| Ano  | Álbum                                | Indicação                                       | Resultado | Observação | Ref.  |
| ---- | ------------------------------------ | ----------------------------------------------- | --------- | ---------- | ----- |
| 2007 | '''Invention & Alchemy''' (DVD & CD) | Grammy Awards: "Best Classical Crossover Album" | Indicado  |            | [ 3 ] |